# Crkva sv. Stjepana u Trogiru
Crkva sv. Stjepana u gradiću Trogiru, od koje su danas ostale ruševine, zaštićeno kulturno dobro.

## Opis dobra
Na raskršću puteva u kopnenom dijelu Trogira u trogirskom Malom polju gdje su sačuvani tragovi antičke centurijacije nalaze se ruševni ostaci srednjovjekovne crkvice sv. Stjepana. Na uglovnici Puta Mulina i Rimskog puta oko 1 m iznad razine današnjih komunikacija su ruševine jednobrodne crkvice s polukružnom apsidom. Zidovi su sačuvani na jugoistočnom dijelu do oko 3 m visine, a građeni su u pravilnim redovima priklesanog kamena u obilnom vezivu. U ispravama 13. st. spominje se crkva sv. Stjepana u polju pokraj puteva, dok je povjesničar Pavao Andreis navodi je na lokalitetu «Crvena zemlja». Noviji autori tu prepoznaju najstarije franjevačko mjesto u 13. st. posvećeno Bogorodici Anđeoskoj.

## Zaštita
Pod oznakom Z-4444 zavedena je kao nepokretno kulturno dobro - pojedinačno, pravna statusa zaštićena kulturnog dobra, klasificirano kao "sakralna graditeljska baština".